# ليو كوتيريل
ليو كوتيريل (Leo cotterell) وُلّد بتاريخ 2 سبتمبر 1974، وهو لاعب كرة قدم أنجليزي بخط الدفاع (أي يتمثل دوره الأساسي في إيقاف الهجمات أثناء المباراة)، ألتحق بمدرسة مورلي ميموريال الابتدائية ومن ثم يليها كلية كوليريدج المجتمعية. بعد ذلك، أستمر في ممارسة مهنته بِكُرةِ القدم.